# Crasso (famiglia)
La famiglia Crasso (nelle fonti indicata anche alla latina Crassus) fu una famiglia nobile della Repubblica di Ragusa.

## Storia
Ben poco si conosce dei Crasso di Ragusa, il cui cognome lascia intuire una probabile ascendenza dalla penisola italiana. Le ultime tracce della famiglia risalgono al XVII secolo, per cui si suppone che si sia estinta in quel periodo, o che in alternativa gli ultimi discendenti si siano trasferiti in altro luogo. Tre Crasso da Ragusa hanno lasciato il loro stemma nel palazzo del Bo all'Università di Padova.

## Personalità notabili (in ordine cronologico)
- Francesco Crasso (XVII secolo) - Filosofo e medico, venne eletto per due volte Sindaco nell'Università di Padova. È ricordato per aver identificato una nuova pianta, oggi classificata col nome di Rheum raponticum[1].